# 北门街道 (滁州市)
北门街道隶属于安徽省滁州市琅琊区，辖东后街、太平桥、胜利、北关4 个村。
但滁州市南谯区政府驻北门街道，为寄治区。